# عبدالعلی بازرگان
عبدالعلی بازرگان (زادهٔ ۲۲ مرداد ۱۳۲۲ تهران) روزنامه‌نگار، نویسنده، پژوهشگر قرآن، مهندس معمار و کنشگر سیاسی ایرانی مقیم ایالات متحده آمریکا است. وی فرزند مهدی بازرگان؛ اولین نخست‌وزیر پس از انقلاب ۱۳۵۷ می‌باشد. او نیز از اعضای نهضت آزادی بود و از منتقدان دودمان پهلوی و جمهوری اسلامی بشمار می‌آید. بازرگان دانش‌آموخته کارشناسی ارشد معماری از دانشگاه ملی ایران (دانشگاه شهید بهشتی کنونی) است.

## زندگی
عبدالعلی بازرگان در ۲۲ مردادِ ۱۳۲۲ در تهران زاده شد. او دومین فرزند از ۵ فرزند مهدی بازرگان می‌باشد. وی دانش‌آموخته کارشناسی ارشد معماری از دانشگاه ملی ایران (دانشگاه شهید بهشتی کنونی) است. عبدالعلی بازرگان در سال ۱۳۵۲ به همراه میرحسین موسوی به‌علت فعالیت‌های سیاسی در دانشگاه ملی ایران، توسط مأموران ساواک دستگیر و زندانی شد.

## کارهای سوابق اجرایی
بازرگان تاکنون به عنوان مهندس معماری، در طرحی، نظارت و اجرای پروژه‌های ساختمانی متعددی مشارکت داشته و در بنیاد صنعتی ایران، همچنین شرکت‌های مهندسی مشاور برمک، رضی، یاد، طرح و کاوش، در بخش‌های خصوصی و دولتی فعالیت نموده است.

## کارهای فرهنگی
- سردبیری روزنامه میزان ارگان نهضت آزادی ایران در سال ۱۳۵۸
- صاحب امتیاز و مدیر مسئول فصل‌نامه فرا راه در ۱۳۸۰
- عضو هیئت مدیره بنیاد فرهنگی مهدی بازرگان از ۱۳۷۵
- عضو هیئت مؤسس انجمن اسلامی دانشجویان دانشگاه ملی ایران (شهید بهشتی کنونی) از ۱۳۴۱ تا ۱۳۴۸
- عضو شورای مرکزی انجمن اسلامی مهندسین از ۱۳۴۸ تاکنون

## کارهای سیاسی
- عضویت در سازمان جوانان جبهه ملی ایران (در دوران دبیرستان) از ۱۳۳۹ تا ۱۳۴۱
- عضویت در شورای مرکزی و دفتر سیاسی نهضت آزادی ایران از ۱۳۵۵ به بعد
- عضویت در شورای مرکزی جنبش مسلمانان مبارز و عضویت در گروه تهیه‌کنندگان نشریان آن ۱۳۵۷–۱۳۵۶
- عضویت در جمعیت دفاع از آزادی و حاکمیت ملت ایران (از سال ۱۳۶۵ تا ۱۳۶۹ بازداشت)

## محکومیت و زندان
- به‌علت محکومیت در دادستانی ارتش، در سال ۱۳۵۲ برای مدت ۴ ماه را در زندان سپری نمود.
- مدت ۲ سال محکومیت به زندان در دادگاه انقلاب در سالهای ۱۳۶۹ تا ۱۳۷۰

## نامه به سیدعلی خامنه‌ای
عبدالعلی بازرگان در سال ۱۳۸۸ در پی پیامدهای اعلام نتایج انتخابات ریاست جمهوری ایران، اقدام به ارسال نامه‌ای سرگشاده به سیدعلی خامنه‌ای نمود:
جناب آقای خامنه‌ای اینک متأسفانه میان شما و بخش عظیمی از ملت فاصله‌ای عمیق افتاده که در صورت لجاجت و بی اعتنایی به حقوق مردم، می‌رود خدای ناکرده به جنگی داخلی و برادر کشی بدل شود. آثار چنین فتنه‌ای که تا ابد بر پیشانی عاملان آن باقی می‌ماند نام نیکویی از شما باقی نمی‌گذارد.

## وضعیت کنونی
بازرگان در حال حاضر در اورنج کانتی، کالیفرنیا اقامت دارد و در حوزه ساخت‌وساز ساختمان فعالیت می‌نماید. وی همچنین به تدریس در بنیاد ایمان در شهر لس آنجلس، بنیاد ابن‌سینا در اورنج کانتی، بنیاد توحید در سن خوزه و چند مرکز مذهبی و اسلامی دیگر می‌پردازد.

## کتاب‌ها
1. کلماتی از قرآن (۱۳۵۸)
2. شرحی بر دعای کمیل (۱۳۵۸)
3. اخلاق اسلامی در روابط سیاسی (۱۳۵۹)
4. شورا و بیعت (حاکمیت خدا در حکومت مردم) (۱۳۵۹)
5. اختلاف در امت واحد (۱۳۶۰)
6. بعثت در اجتماع (۱۳۶۰)
7. اسماءالحسنی (۱۳۶۰)
8. آزادی در قرآن (۱۳۶۱)
9. انسان کامل (۱۳۶۵)
10. آزادی در نهج‌البلاغه (۱۳۶۷)
11. نظم قرآن (۴ جلد) (۱۳۷۱)
12. متدولوژی تدبر در قرآن (۱۳۷۳)
13. حروف مقطعه در قرآن (۱۳۷۵)
14. دستی از دور بر آتش مطبوعات (۱۳۸۲)
15. خاطراتی از پیشگامان (۱۳۸۲)
16. در بستر اصلاحات و نوگرایی دینی (۱۳۸۲)